# Пропата
Пропа̀та (на италиански: Propata; на лигурски: Propâ, Пропа) е село и община в Северна Италия, провинция Генуа, регион Лигурия. Разположено е на 990 m надморска височина. Населението на общината е 160 души (към 2011 г.).